# 阿斯伯里鎮區 (伊利諾伊州加拉廷縣)
阿斯伯里鎮區（英語：Asbury Township）是位於美國伊利諾伊州加拉廷縣的一個行政鎮區。

## 地方資料
根據2010年美國人口普查的數據，阿斯伯里鎮區的面積為46.20平方千米，當中陸地面積為46.12平方千米，而水域面積為0.08平方千米。當地共有人口99人，而人口密度為每平方千米2.14人。